# Croton mavoravina
Espèce
Classification APG II (2003)
Croton mavoravina est une espèce de plantes à fleurs du genre Croton et de la famille Euphorbiaceae présente sur la côte sud de Madagascar.